# 西海岸地方 (ガンビア)
西海岸地方(にしかいがんちほう、West Coast Region)は、ガンビアの地方（Region, 2007年まではDivision）のひとつ。2010年10月19日までは西部地方（Western Region）と呼ばれた。首府はブリカマ。行政区（LGA）はブリカマ行政区であり、西海岸地方とブリカマ行政区の領域は等しい。人口は約70万人（2013年、ブリカマ行政区として）。

## 隣接行政区画
- バンジュール
- ノースバンク地方
- ガンビア川下流地方
- セディウ州
- ジガンショール州

## 下位行政区画

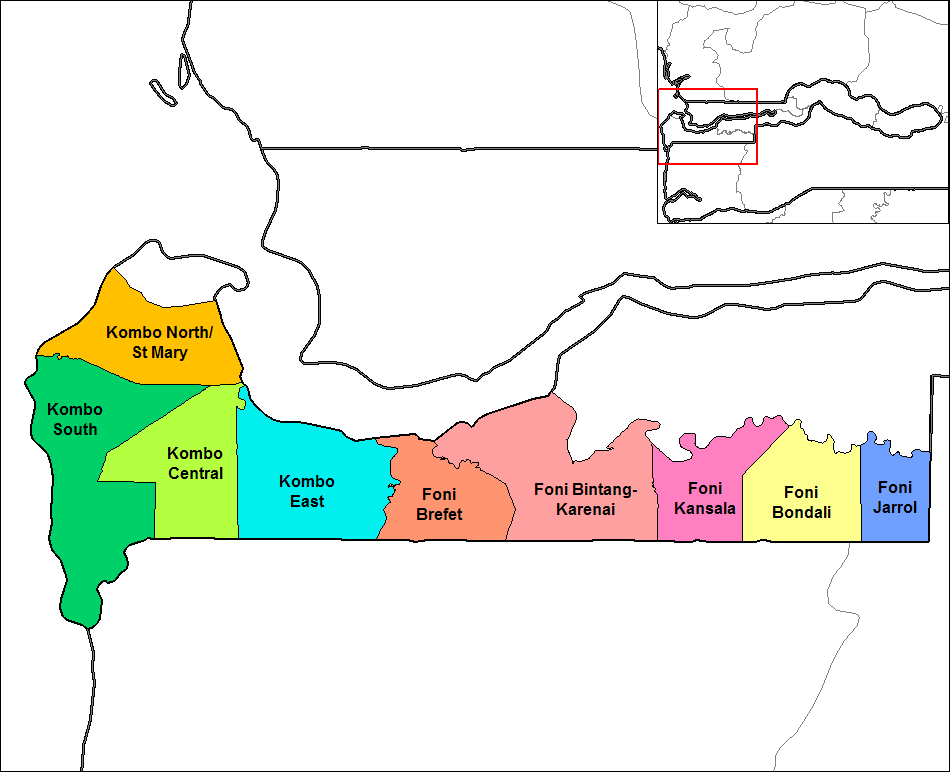
西海岸地方の地区

西海岸地方（ブリカマ行政区）は9地区（District）からなる。
1. フォニ・ビンタン＝カレナイ地区（英語版）
2. フォニ・ボンダリ地区（英語版）
3. フォニ・ブレフェット地区（英語版）
4. フォニ・ジャロール地区（英語版）
5. フォニ・カンサラ（英語版）
6. 中コンボ地区（英語版）
7. 東コンボ地区（英語版）
8. 南コンボ地区（英語版）
9. 北コンボ/セント・マリー地区（英語版）